# Wayne Horne
Pour les articles homonymes, voir Horne.
Wayne Horne (né le 1er août 1948 à Kirkland Lake, dans de la province de l'Ontario au Canada) est un joueur professionnel canadien de hockey sur glace.

## Carrière en club
Il passe professionnel avec les Rockets de Jacksonville dans la Eastern Hockey League en 1968.

## Statistiques
| Saison    | Équipe                  | Ligue |    | Saison régulière | Saison régulière | Saison régulière | Saison régulière | Saison régulière |    | Séries éliminatoires | Séries éliminatoires | Séries éliminatoires | Séries éliminatoires | Séries éliminatoires |
| Saison    | Équipe                  | Ligue | PJ | B                | A                | Pts              | Pun              | PJ               | B  | A                    | Pts                  | Pun                  |                      |                      |
| 1986-1969 | Rockets de Jacksonville | EHL   | 66 | 27               | 33               | 60               | 14               | 4                | 0  | 1                    | 1                    | 2                    |                      |                      |
| 1968-1969 | Oilers de Tulsa         | LCH   | 2  | 0                | 1                | 1                | 0                | -                | -  | -                    | -                    | -                    |                      |                      |
| 1969-1970 | Rockets de Jacksonville | EHL   | 72 | 40               | 50               | 90               | 35               | 4                | 1  | 1                    | 2                    | 7                    |                      |                      |
| 1970-1971 | Blazers de Syracuse     | EHL   | 58 | 31               | 48               | 79               | 27               | 6                | 5  | 5                    | 10                   | 0                    |                      |                      |
| 1971-1972 | Blazers de Syracuse     | EHL   | 18 | 1                | 12               | 13               | 6                | -                | -  | -                    | -                    | -                    |                      |                      |
| 1972-1973 | Blazers de Syracuse     | EHL   | 52 | 37               | 44               | 81               | 43               | 16               | 11 | 10                   | 21                   | 4                    |                      |                      |
| 1973-1974 | Whoopees de Macon       | SHL   | 12 | 7                | 8                | 15               | 6                | -                | -  | -                    | -                    | -                    |                      |                      |